# Szagryn

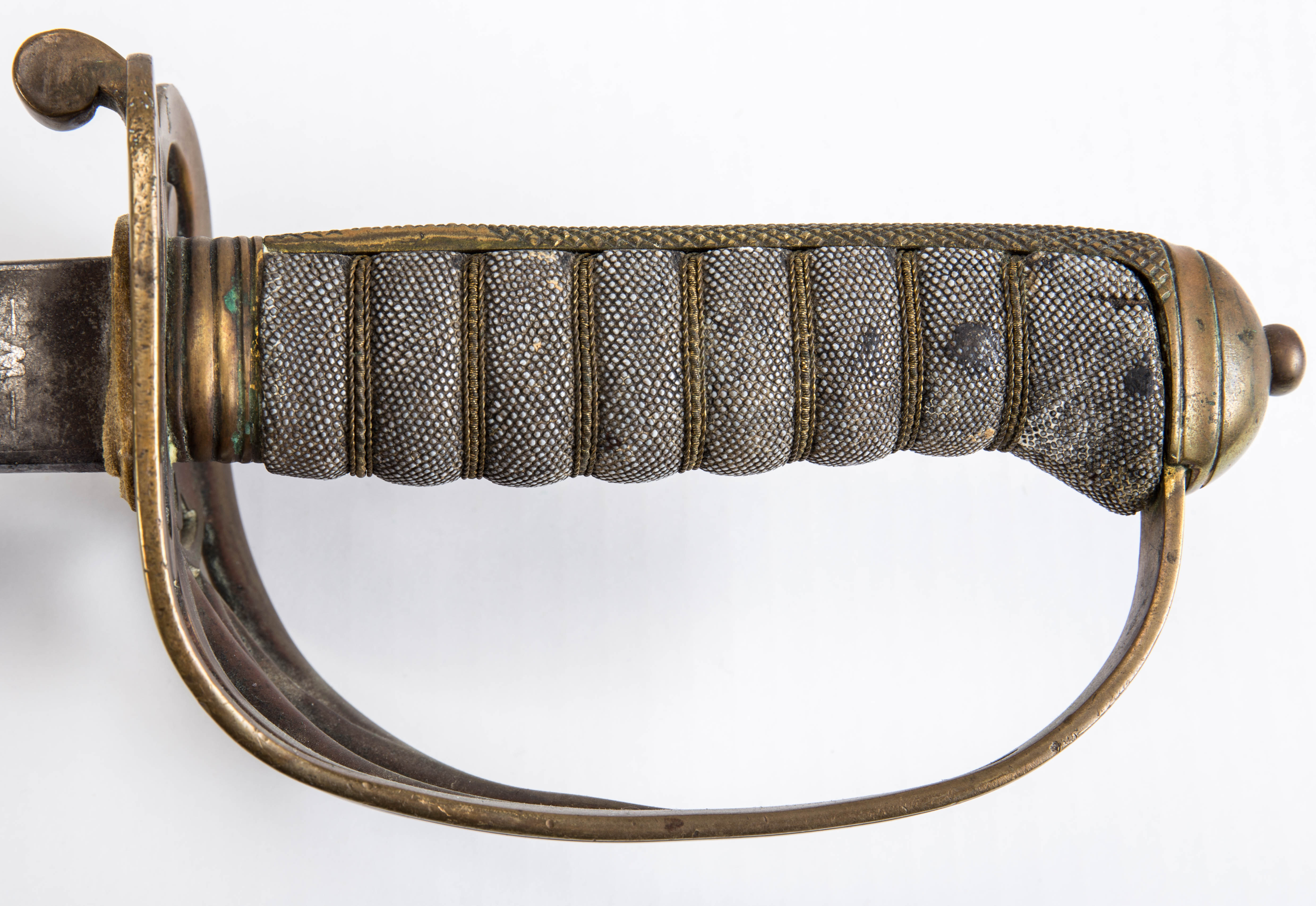
Trzon rękojeści pałasza oprawiony jaszczurem (szagrynem)

Szagryn, jaszczur (fr. chagrin, z tur. sağrı) – skóra końska, ośla, cielęca, kozia lub owcza, garbowana roślinnie z licem groszkowanym, przypominająca skórę jaszczurki. Szagryn jest chropowaty, miękki i sprężysty. Używany głównie do wyrobu galanterii kaletniczej oraz oprawy trzonów rękojeści i niekiedy pochew broni białej. W Polsce znany od XVII wieku.
Na przełomie XVII–XVIII wieku mianem szagrynu/jaszczura zaczęto określać również skórę rekina lub płaszczki (o podobnych właściwościach i wykorzystywaną w tym samym celu).

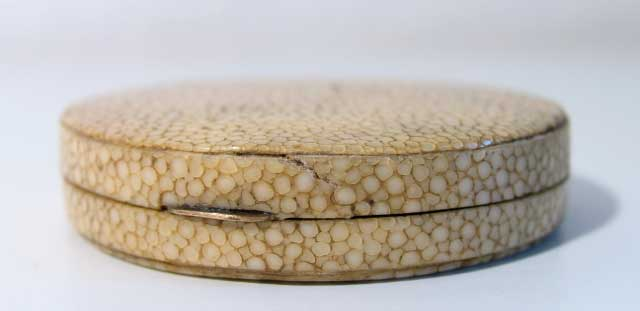
Pudełko oprawione szagrynem
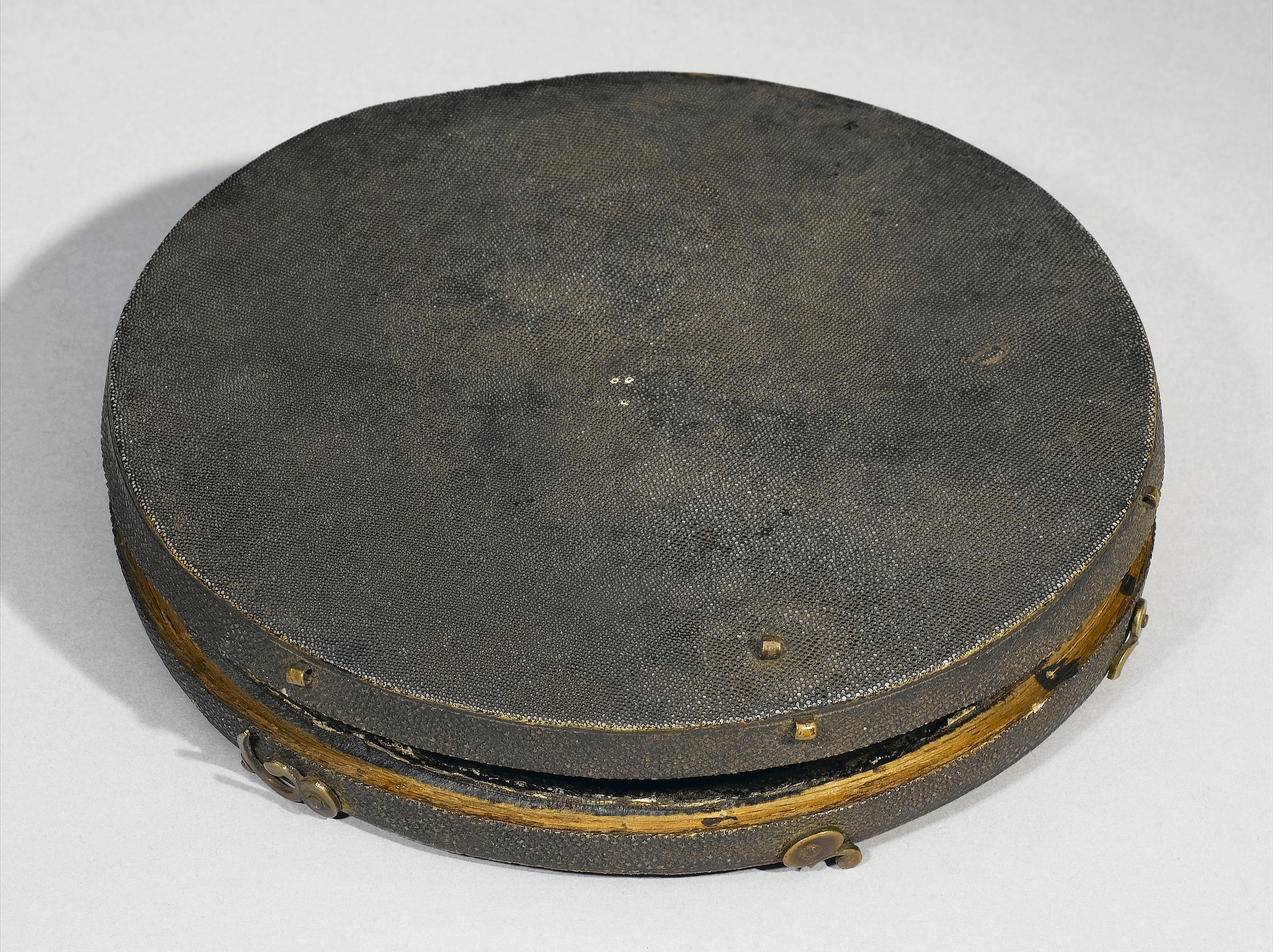
Lusterko kosmetyczne oprawione szagrynem ze skóry rekina